# Židikai
Židikai é uma localidade da Lituânia, Condado Telšiai. A localidade situa-se a 21 km a oeste da cidad de Mažeikiai. Possui 536 habitantes (2003).
Židikai é conhecida por ter sido local de moradia, durante 15 anos, do escritor Šatrijos Ragana, que lá reside. No centro da Židikai, há um museu dedicado à sua memória, onde é documentada sua vida na aldeia.

## Etimologia
Židikai é um topónimo bastante isolado que quase não tem semelhantes na Lituânia. Seria mais provável supor que é um topónimo pessoal derivado do nome pessoal Židikas, embora este último não seja atualmente encontrado (existem apelidos semelhantes Židonis, Židulis, Židžiūnas, etc.). No período entre guerras do século XX, os judeus foram mencionados.